# Institut religieux de droit pontifical
Parmi les instituts de « vie consacrée »  de l'Église catholique, un institut religieux de droit pontifical a reçu l'approbation du Saint-Siège, tandis qu'un institut religieux de droit diocésain a reçu l'approbation de l'évêque du diocèse. C'est donc un groupement d'hommes ou de femmes catholiques dont le style de vie inspiré par l'Évangile et l'orientation apostolique ont été formellement approuvés par le Saint-Siège. Ce décret est connu sous son nom latin, « Decretum laudis » (« décret de louange »). Les instituts et congrégations religieuses de droit pontifical relèvent directement et exclusivement du Siège apostolique quant à leur régime interne et à leurs orientations apostoliques. Cette juridiction pontificale permet à ces instituts une plus grande liberté d'action et de mobilité apostolique.

## Histoire
Jusqu'au XIXe siècle, les communautés religieuses se différenciaient en ordre régulier, dont les membres prononcent des vœux solennellement, et en congrégations religieuses de simples vœux. Seuls les vœux solennels avaient une valeur devant l'Église et les autorités civiles.
En 1215, le quatrième concile du Latran et le pape Innocent III établissent qu'aucun ordre régulier ne peut être fondé sans l’approbation pontificale. Les évêques, toutefois, gardent le droit de fonder ou d'approuver une communauté dont les membres vivraient comme religieux, sans statut canonique officiel. Plus tard ces groupes adopteront le nom de congrégation de vœux simples.
Les congrégations de vœux simples, surtout féminines, se multiplièrent notablement durant les XVIIe et XVIIIe siècles, et au début du XIXe siècle, beaucoup sollicitèrent la reconnaissance papale à Rome. En 1816 le Saint-Siège commença à approuver des congrégations de vœux simples mais elles continuèrent à ne pas être reconnues comme instituts religieux.
En 1854, Giuseppe Andrea Bizzarri, secrétaire de la Congrégation pour les évêques et les réguliers, élabora, sur mandat du pape Pie IX, une procédure d’approbation des congrégations aux vœux simples, et celle-ci fut communiquée aux évêques en 1861.
Avec cette nouvelle procédure les fondations d'instituts, opérées par les évêques, et les approbations de la part du Saint-Siège deviennent distinctes. Après sa fondation, l'institut peut obtenir une reconnaissance de droit diocésain et reste sous la tutelle de l'évêque des diocèses dans lesquels il est implanté. Si l'institut a fait ses preuves et élargit son champ d'action apostolique il peut demander au Saint-Siège une approbation universelle qui lui sera accordée (ou pas) par le Decretum laudis, ce qui le place sous la tutelle de la Congrégation pontificale pour les religieux. L'institut acquiert ainsi le statut de droit pontifical.
La distinction entre le statut juridique d'un institut de droit diocésain et celui d'un institut de droit pontifical a été fixée de manière définitive avec la constitution apostolique Conditæ a Christo [Latin : « fondée par l'Église de Jésus-Christ »] du pape Léon XIII, le 8 décembre 1900.